# Alexis Fivet
Alexis Fivet (Jupille, 1882 - Luik,1954) was een Belgisch kunstschilder, pastelschilder, graveerder en beeldhouwer

## Leven
Hij kreeg zijn opleiding aan de Academie van Luik. Hij verbleef met een Darchirsbeurs in Rome tussen 1914 en 1919. Werken van hem zijn te zien in de Sint-Juliaan der Vlamingen te Rome.
Hij woonde in Hun/Annevoi. Zijn atelier en het aanwezig oeuvre werd vernietigd in de Tweede Wereldoorlog.
Hij schilderde bij voorkeur landschappen, stillevens en bloemen en dit met een bijna fotografische precisie.
Als beeldhouwer maakte hij o.a. het monument voor Koning Albert in Rouen.